# Albia Dominica
Albia Dominica även kallad Dominica, Albia Domnica, Domnica eller Domnica Augusta, född 337, död efter 378, var en romersk kejsarinna, gift med kejsar Valens. Hon var romarrikets interimsregent år 378.

## Biografi
Albia Dominica var dotter till Petronius, prefekt i provinsen Pannonia, som ska ha varit så grym att han var orsaken till Procopius uppror år 365. Hon gifte sig med Valens omkring år 354 och fick med honom Anastasia, Carosa och Valentinianus Galates. Hennes make blev kejsare år 364. Valens var arianskt kristen, och deltog i förföljelsen av de tritoniskt kristna, liksom i förföljelsen av de hedniska filosoferna i öster 371–372. Albia Dominica anklagas för att ha stött och uppmuntrat honom i detta.
Valens dog i slaget vid Adrianopel mot goterna 9 augusti 378. Efter slaget fortsatte goterna mot huvudstaden Konstantinopel. Eftersom det inte längre fanns en kejsare, tvingades Albia Dominica organisera försvaret av staden. Hon regerade som ställföreträdande regent under det interregnum som rådde fram till att hennes makes efterträdare Theodosius I anlände till staden och kunde överta styret, och organiserade försvaret genom att betala soldatlöner ur den kejserliga statskassan till alla civilister som var villiga att försvara staden mot goterna. Hur och när och dog är okänt. 